# 紀元前433年
紀元前433年（きげんぜん433ねん）は、ローマ暦の年である。
当時は、「ウイブラヌス、フィデナス、フラキナトールが護民官に就任した年」として知られていた（もしくは、それほど使われてはいないが、ローマ建国紀元321年）。紀年法として西暦（キリスト紀元）がヨーロッパで広く普及した中世時代初期以降、この年は紀元前433年と表記されるのが一般的となった。

## 他の紀年法
- 干支 : 戊申
- 日本
  - 皇紀228年
  - 孝昭天皇43年
- 中国
  - 周 - 考王8年
  - 秦 - 躁公10年
  - 晋 - 幽公元年
  - 楚 - 恵王56年
  - 斉 - 宣公23年
  - 燕 - 閔公6年
  - 趙 - 襄子43年
  - 魏 - 文侯13年
- 朝鮮
  - 檀紀1901年
- ベトナム :
- 仏滅紀元 : 112年
- ユダヤ暦 : 3328年 - 3329年

## できごと

### ギリシア
- ペリクレスは、コリントスの宿敵で、イオニア海に強力な艦隊をもっていたコルキュラ（Κόρκυρα、Korkyra、現在のケルキラ島にあったポリス）との防衛同盟を結んだ。その結果、アテナイはコリントスとコルキュラの紛争に介入することとなり、続いて起きたシュボタの海戦では、アテナイが派遣した小規模な艦隊が、コリントス艦隊によるコルキュラ奪取を阻止する上で重要な役割を果たした。続いてアテナイは、アテナイへ朝貢はしていたものの、コリントスの植民都市であったポティダイア (Ποτίδαια、Potidaea) に、攻城戦を仕掛けた。
- アテナイの行動に驚いたコリントスは、スパルタに働きかけて、反アテナイに立つよう説いた。この訴えは、ペリクレスによる経済制裁によって深刻な影響を受けていたメガラや、ペリクレスに重税を課され、自治を奪われていたアイギナからも支持された。
- ペリクレスは、イタリアの南西の隅に位置するレギオン（Ῥήγιον、現在のレッジョ・ディ・カラブリア）や、シケリア（シチリア）南東部のレオンティ・ノイ（Λεοντῖνοι、Leontinoi、現在のレンティーニ）との同盟を更新し、シケリアからスパルタへの食料供給路を脅かした。

### 中国
- 現在の湖北省随県で、戦国時代の周（東周）代の人物である曾侯乙の墓から後に出土した、65個の編鐘一式が製作された。この編鐘は、現在は武漢市の湖北省博物館で保存されている。

## 死去
- ディオニュシオス1世 (Dionysius I of Syracuse) - シュラクサイの僭主（紀元前367年没）（おおよその年代）